# Олива (селище)
Олива (до 1950-х років — Юкари́-Мухала́тка, крим. Yuqarı Muhalatka) — селище в Україні, у складі Ялтинського району Автономної Республіки Крим.

## Назва
Сучасна назва походить від прізвища власника маєтку «Лімнеїз», французького дворянина на російській службі, Таврійського губернського ватажка дворянства Оліва Вільгельма Миколайовича (William Simon Seton Olive, 1795—1854).

## Опис
Усамітнене курортне селище Олива розташоване в 5 кілометрах на схід від Фороса, біля підніжжя скелі Іфігенія, створене в радянські часи для відпочинку високопоставлених співробітників КДБ.
Зараз до складу Оливи входить село Мухалатка, де розташована державна дача Президента України.

## Історія
Уперше у документах згадується у 1672 рокі як Муха, у фірмані султана Мехмеда IV.
Після депортації у 1944 році кримських татар Нижню Мухалатку указом Президії Верховної Ради РРФСР від 18 травня 1948 року перейменували на Снітовське, яке увійшло до складу селища Санаторне.
Верхня Мухалатка була перейменована в Оливу у 1950-х роках.